# Étiqueteuse

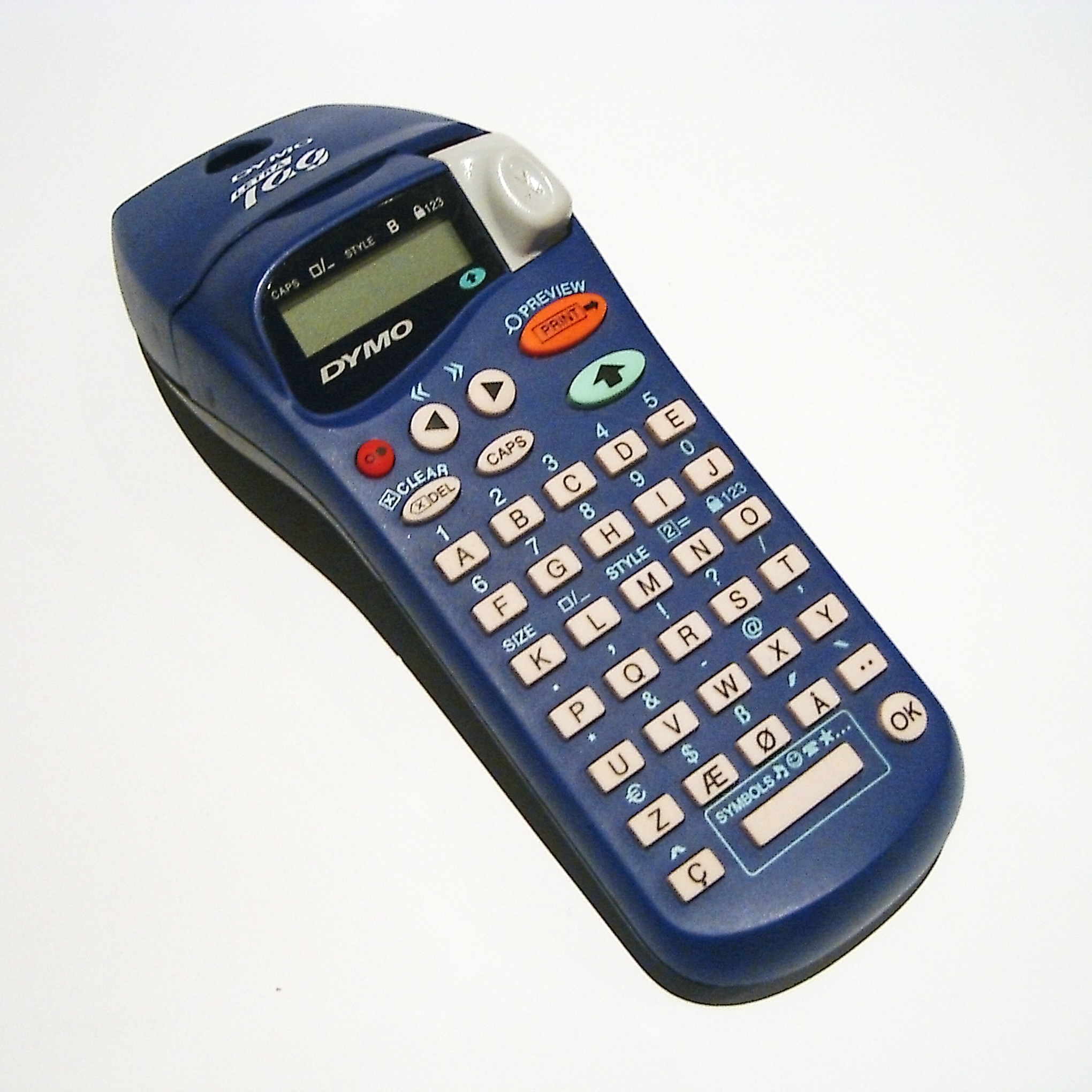
Une étiqueteuse de la marque Dymo.

Une étiqueteuse, est une machine portative permettant de créer des étiquettes. Elle imprime généralement sur des étiquettes autocollantes et/ou sur du papier cartonné (étiquettes). En 1988, le Groupe japonais Brother se lance dans les systèmes de gestion documentaire en inventant un appareil unique en son genre, la P-Touch PT-6, une machine d'étiquetage portable utilisant un procédé thermique pour l'impression.

## Mécanismes

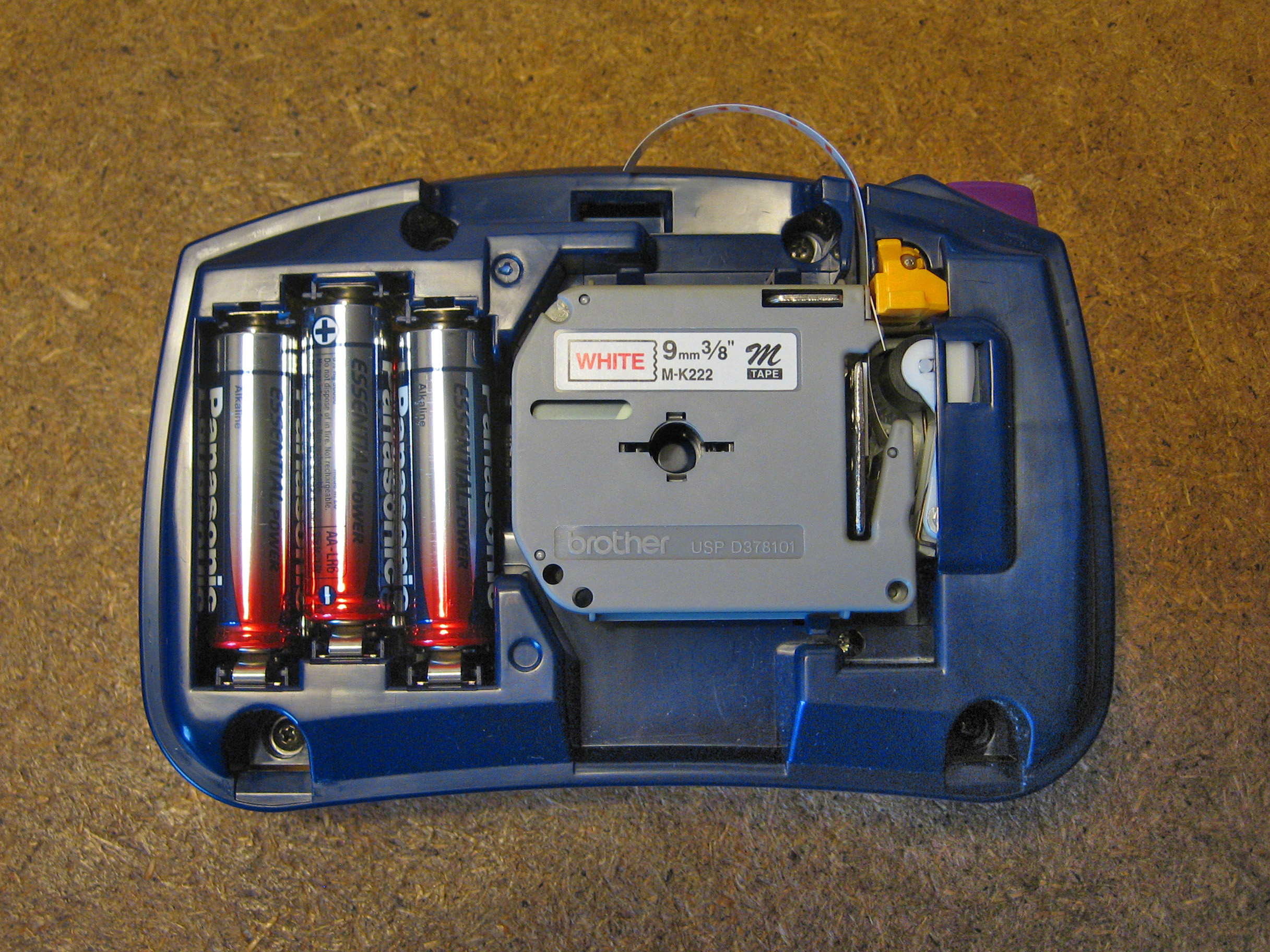
Capot arrière retiré pour montrer le mécanisme, y compris la cartouche de bande et le chemin d'alimentation

Les imprimantes d'étiquettes sont différentes des imprimantes ordinaires car elles doivent disposer de mécanismes d'alimentation spéciaux pour gérer le papier enroulé ou le papier en feuille détachable (pli paravent). La connectivité courante pour les imprimantes d'étiquettes comprend la série RS-232, le bus série universel (USB), le parallèle, Ethernet et divers types de sans fil . Les imprimantes d'étiquettes ont une grande variété d'applications, y compris la gestion de la chaîne d'approvisionnement, le marquage des prix de vente au détail, les étiquettes d' emballage, le marquage des échantillons de sang et de laboratoire et la gestion des immobilisations .

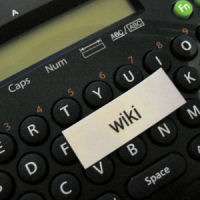
Une étiqueteuse électronique, représentant des boutons, un écran LCD et un exemple d'étiquette thermique

Les imprimantes d'étiquettes utilisent une large gamme de matériaux d'étiquettes, y compris du papier et des matériaux polymères synthétiques ("plastiques"). Plusieurs types de mécanismes d'impression sont également utilisés, y compris le laser et l'impact, mais les mécanismes d' impression thermique sont probablement les plus courants. Il existe deux types courants d'imprimante thermique.
Les imprimantes thermiques directes utilisent du papier sensible à la chaleur (similaire au papier fax thermique). Les étiquettes thermiques directes ont tendance à s'estomper avec le temps (généralement 6 à 12 mois) ; en cas d'exposition à la chaleur, à la lumière directe du soleil ou à des vapeurs chimiques, la durée de vie est raccourcie. Par conséquent, les étiquettes thermiques directes sont principalement utilisées pour des applications de courte durée, telles que les étiquettes d'expédition.
D'autre part, les imprimantes à transfert thermique utilisent la chaleur pour transférer l'encre du ruban sur l'étiquette pour une impression permanente. Certaines imprimantes à transfert thermique sont également capables d'impression thermique directe. L'utilisation d'un vinyle en PVC peut augmenter la longévité de la durée de vie de l'étiquette, comme on le voit dans les marqueurs de tuyaux et les étiquettes de sécurité industrielle que l'on trouve dans une grande partie du marché aujourd'hui.
Il existe trois qualités de ruban à utiliser avec les imprimantes à transfert thermique. La cire est la plus populaire avec une certaine résistance aux taches et convient aux étiquettes en papier mat et semi-brillant. La cire/résine résiste aux taches et convient au papier semi-brillant et à certaines étiquettes synthétiques. La résine seule est résistante aux rayures et aux produits chimiques, adaptée aux étiquettes synthétiques enduites.
Lors de l'impression sur un stock d'étiquettes en continu, l'emplacement d'impression a tendance à se décaler légèrement d'une étiquette à l'autre. Pour garantir l'alignement de la zone d'impression avec le support cible, de nombreuses imprimantes d'étiquettes utilisent un capteur qui détecte un espace, une encoche, une ligne ou une perforation entre les étiquettes. Cela permet à l'imprimante d'ajuster l'entrée du stock d'étiquettes afin que l'impression s'aligne correctement avec le support.

## Types
Une imprimante d'étiquettes avec clavier et écran intégrés pour une utilisation autonome (non connectée à un ordinateur séparé), elle est normalement connue sous le nom générique d'étiqueteuse, mais il y en a de diférents types. Les capacités des imprimantes d'étiquettes varient entre les modèles destinés à la maison, à l'entreprise et à l'industrie. 

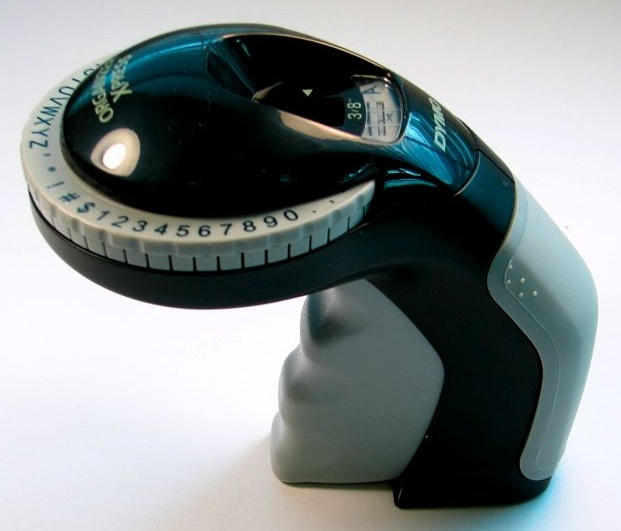
Étiqueteuse en relief Dymo

### Étiqueteuse personnelle
Ce sont des petits appareils portables conçus pour être employées aux domiciles. Le coût de ces imprimantes est généralement très faible, ce qui les rend populaires auprès des utilisateurs à faible volume ; mais ils impriment sur des rubans spéciaux, souvent thermiques, qui sont généralement coûteux. Dans le passé, les systèmes mécaniques qui fonctionnaient en gaufrant une bande de plastique colorée, appelée bande de gaufrage, étaient courants. Un marteau en forme de lettre a provoqué une extrusion en forme de lettre sur le côté opposé de la bande. Le plastique surélevé se décolorerait, offrant un contraste visuel. Aujourd'hui, ce type a été presque complètement remplacé par des dispositifs de transfert thermique électroniques avec clavier et écran intégrés, et une cartouche intégrée contenant le matériau de l'étiquette (et le ruban d'impression, le cas échéant

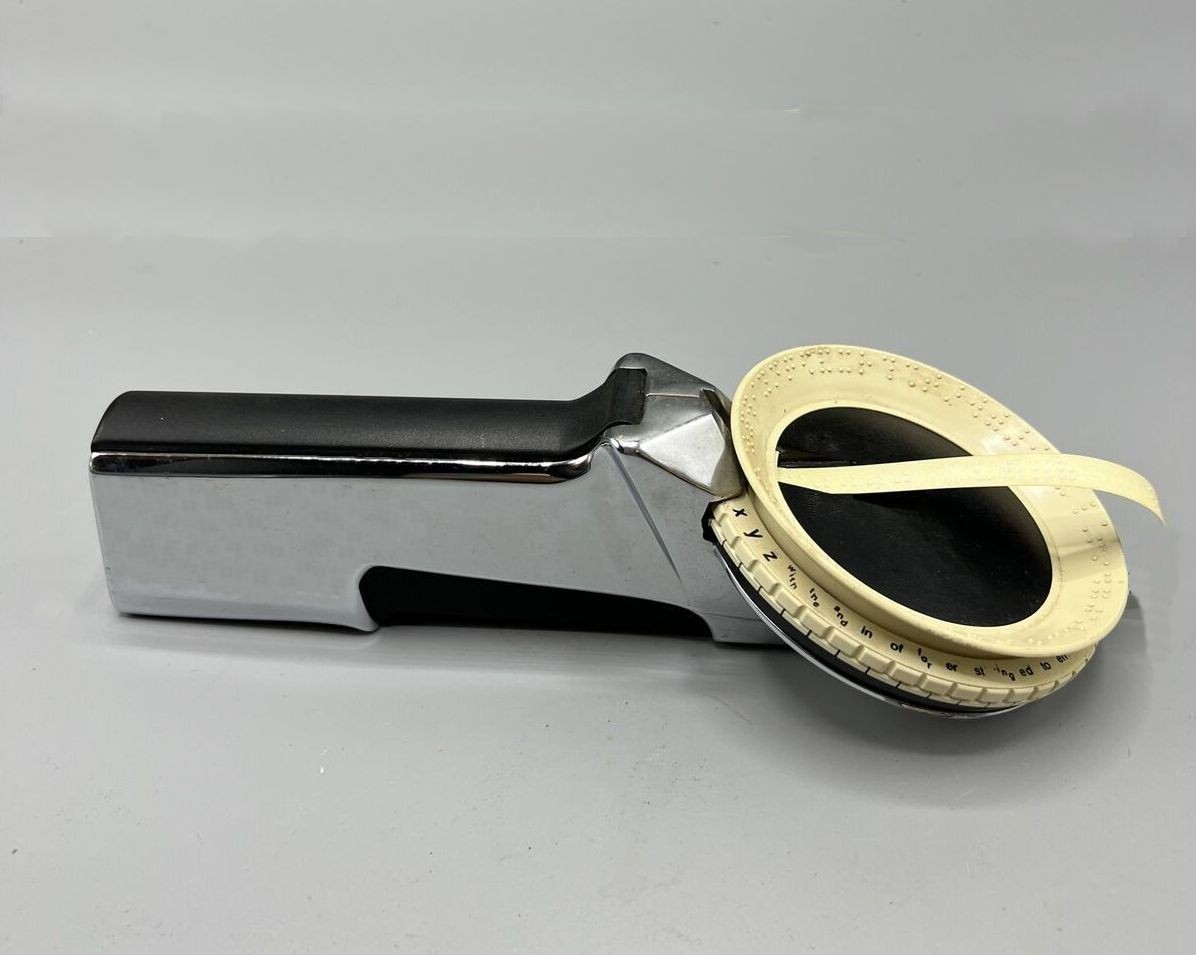
Étiqueteuse en relief Braille

### Étiqueteuse Braille
Il existe également des étiqueteuses braille portables, fabriquées par divers fabricants, Dymo, Scotch, Reizen. ils utilisent la même mécanique et les mêmes bandes que les lettres ordinaires mais avec une roue braille, et qui sont très pratiques pour les aveugles au travail et à l’école ou à la maison. Ils permettent également l’utilisation de ruban d’étiquetage en aluminium, qui est spécialement conçu pour être utilisé avec des tableaux noirs en braille, il peut être facilement collé sur les surfaces à étiqueter, étant plus résistant à l’usure que le vinyle.
Caractéristiques : en raison de la méthode utilisée pour la gravure en relief, les lettres ne pouvaient être que blanches. Parfois, le support adhésif du ruban peut s’affaiblir, surtout au contact d’un liquide ou d’une poussière. Le ruban est plus rigide que la plupart des autres matériaux d’étiquetage et peut sauter si l’objet étiqueté se plie ou sous la force de sa courbure d’origine.

### Étiqueteuse de bureau

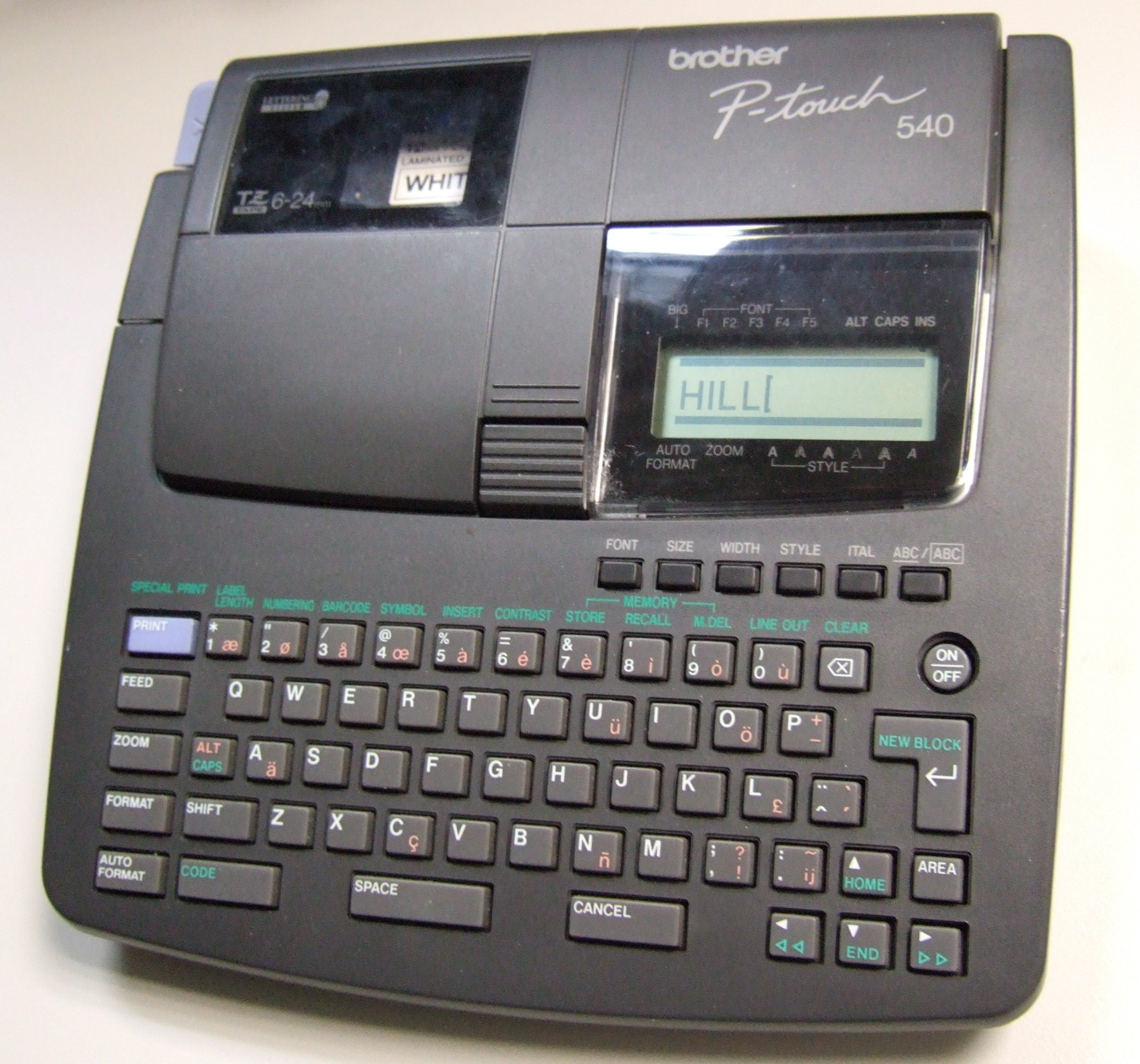
Étiqueteuse Brother P-Touch 540

Les appareils portables de bureau, ce sont des petits appareils destinés aux bureaux, et aux petites entreprises. Ils sont généralement conçus pour une utilisation légère à moyenne avec un rouleau de stock jusqu'à 100 millimètres (4 dans) de large. Ils sont silencieux et peu coûteux. Les imprimantes d'étiquettes commerciales peuvent généralement contenir un plus grand rouleau de stock jusqu'à 200 millimètres (8 po) de large et sont adaptés à l'impression de volume moyen.

### Étiqueteuse industrielle
Une étiqueteuse industrielle est une machine conçue pour simplifier le processus de retrait d'une étiquette de sa doublure ou de son ruban de support prévue pour déposer des étiquettes sur des emballages en grande quantité.

### Étiqueteuse +RFID
Il s'agit d'imprimantes d'étiquettes spécialisées qui impriment et codent en même temps sur des transpondeurs RFID (tags) enfermés dans du papier ou des matériaux synthétiques imprimables. Les étiquettes RFID doivent avoir des informations imprimées pour une rétrocompatibilité avec les systèmes de codes à barres, afin que les utilisateurs humains puissent identifier l'étiquette.

## Galerie

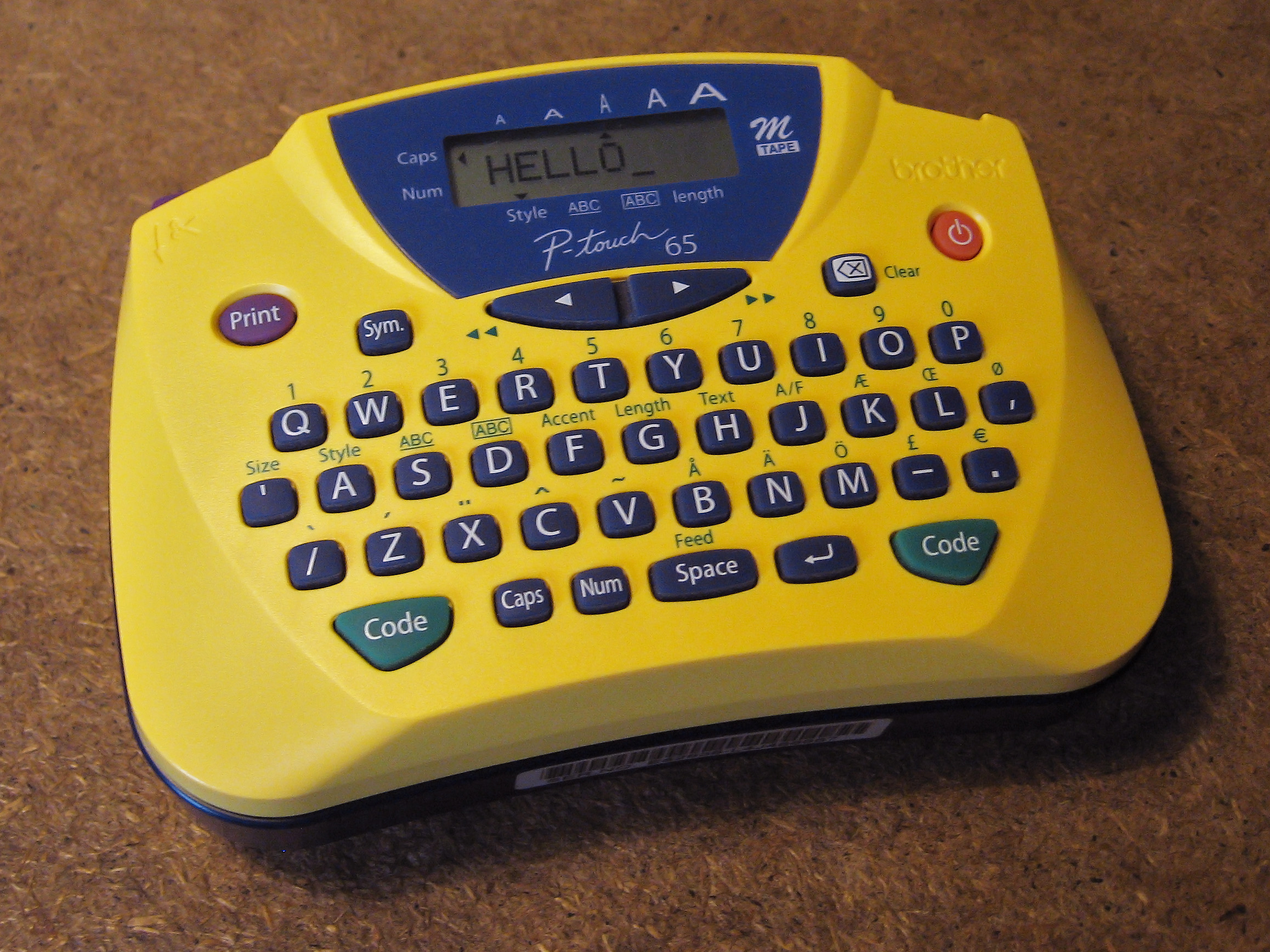
Panneau de commande d'une étiqueteuse bas de gamme typique (vers 2005) affichant l'écran LCD
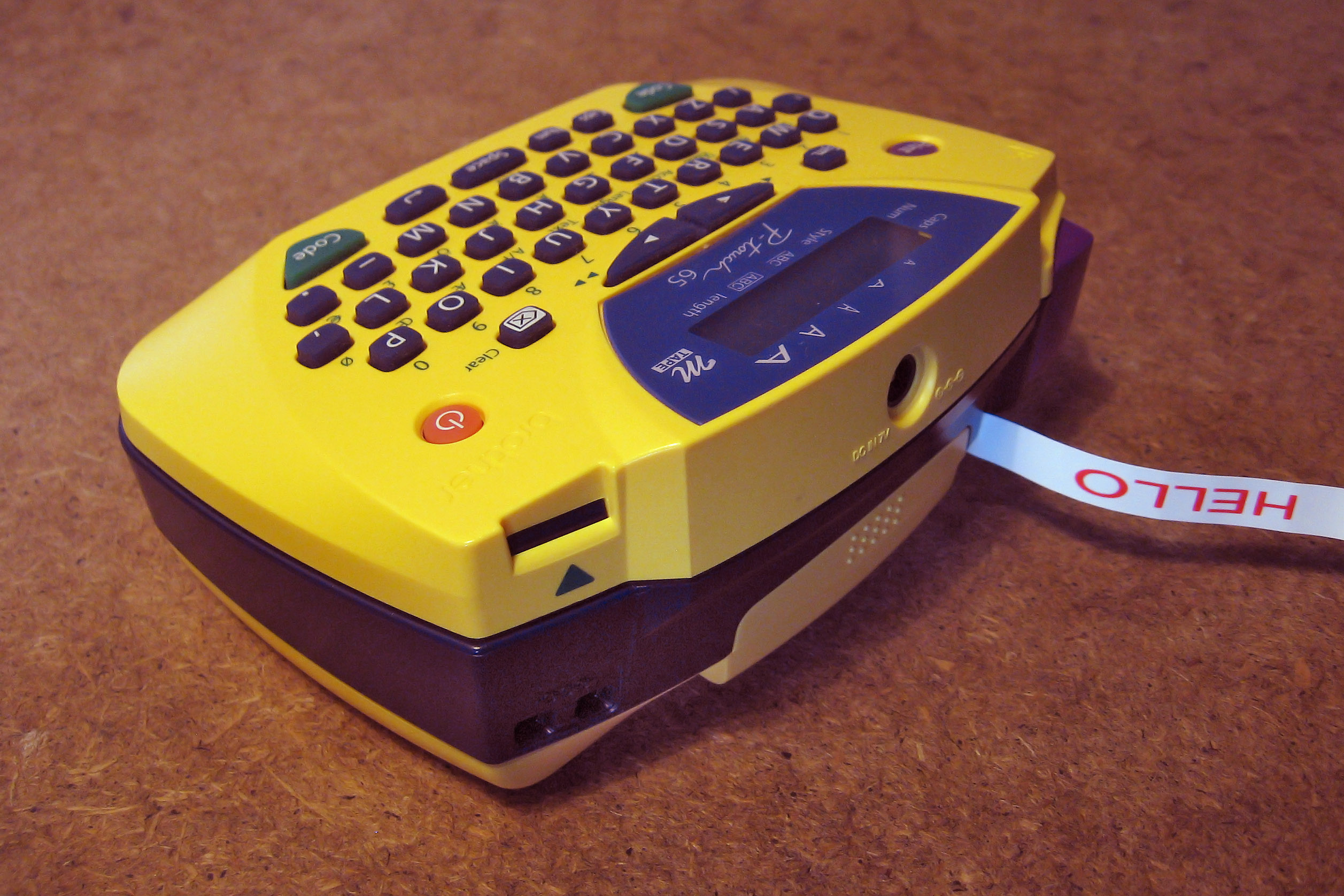
Les étiquettes apparaissent à l'arrière. L'appareil comprend un mécanisme de coupe (bouton violet, arrière droit) et un décolleur (arrière gauche)

## Applicateurs d'étiquettes

### Manuels

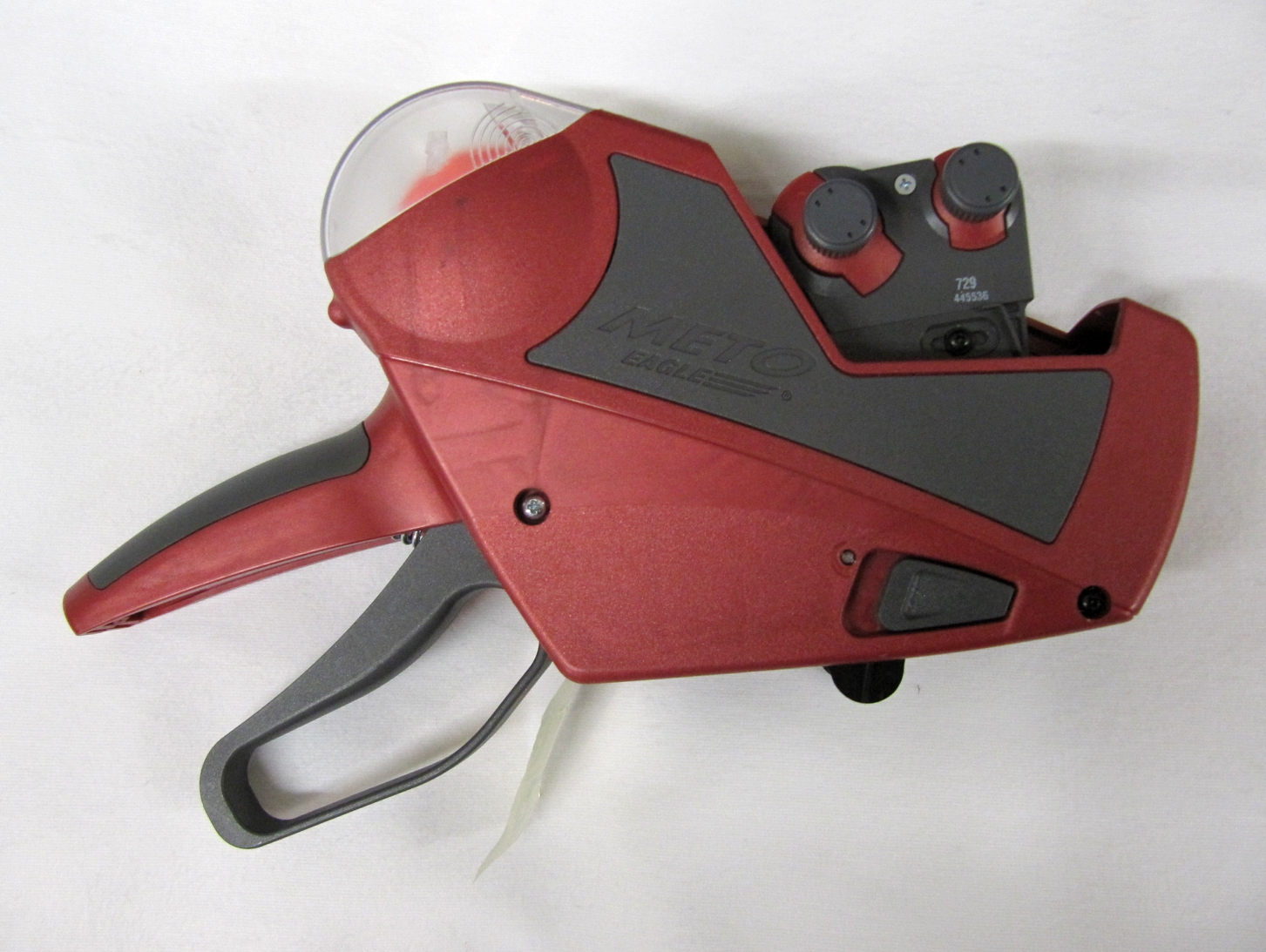
Marqueur de prix "METO Eagle" pour étiquettes de prix autocollantes dans le commerce de détail

Différents appareils ont été développés et proposés au secteur non industriel, avec lesquels des étiquettes autocollantes individuelles pouvaient être produites en petites quantités. Avec les premiers appareils (appareils de gaufrage), les lettres du mot à créer étaient posées les unes après les autres et transférées par pression manuelle sur un ruban plastique stable avec une couche adhésive au dos, à la manière d'une machine à écrire, c'èst le cas des marqueurs de prix (voir image)

### Automatiques
Elles sont conçues pour un fonctionnement intensif et continu dans les entrepôts, les centres de distribution et les usines. De plus, les imprimantes d'étiquettes portables industrielles sont conçues pour un fonctionnement intensif sur site. Ils sont généralement portatifs et sont livrés avec un étui rigide industriel. Des exemples d'applications sont l'étiquetage d'installations électriques, de chantiers de construction et d'ateliers de production dépourvus d'ordinateurs.
Ceux-ci sont conçus pour automatiser le processus d'étiquetage. Ces systèmes sont courants dans les installations de fabrication et d'entreposage qui exigent que les caisses et les palettes soient étiquetées pour l'expédition.

## Logiciel d'étiquetage
Celui-ci fonctionne sur un ordinateur personnel à usage général et est conçu pour créer et/ou formater des étiquettes pour l'impression. Le logiciel peut utiliser des "drivers natifs" du système d'exploitation ou intégrer des pilotes dans le logiciel, en contournant le sous-système d'impression du système d'exploitation. Il peut fonctionner avec des imprimantes d'étiquettes dédiées comme décrit dans cet article, ou utiliser des étiquettes en feuille ou en continu dans une imprimante d'ordinateur à usage général.